# ديفيد غوردون (روائي)
ديفيد غوردون (بالإنجليزية: David Gordon)‏ (1967، نيويورك في الولايات المتحدة)؛ روائي أمريكي.